# 레굴루스
레굴루스 또는 사자자리 알파(α Leo)는 사자자리 방향으로 지구로부터 약 79 광년 떨어져 있는 항성이다. 이 항성은 사자자리에서 가장 밝으며 밤하늘에 보이는 별들 중에서도 밝은 축에 들어간다. 레굴루스는 별 네 개로 이루어진 다중성계로 구성원들은 둘씩 뭉쳐 다시 두 쌍을 이룬다. 레굴루스 A는 분광쌍성으로 B형 주계열성과 아직 직접 관측되지는 않았으나 백색왜성이 유력한 짝별로 이루어져 있다. 레굴루스 A로부터 떨어진 곳에 B, C, D가 있으며 이들은 희미한 주계열성이다.

## 항성계

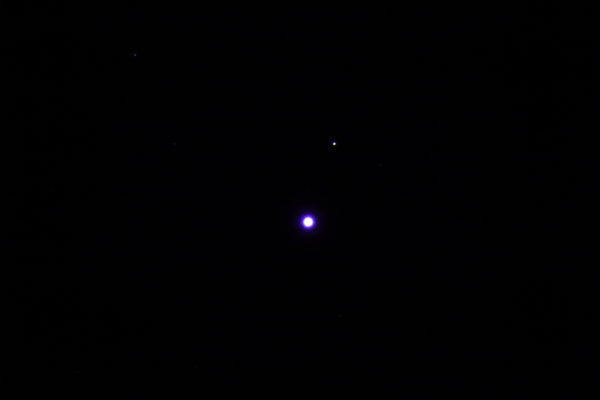
레굴루스. 촬영장비는 셀레스트론 CGEM DX 1100 @ F6.3, 캐논 T3i, 텔레뷰 4X 파워메이트, ISO 800이다. 노출시간은 30초.

레굴루스는 최소 별 네 개로 이루어진 다중성계이다. 레굴루스 A는 항성계를 압도하며 A로부터 177 초각 떨어진 곳에 쌍성 BC가 있는데 이들은 A와 물리적으로 연결되어 있는 것으로 보인다. 레굴루스 D는 A로부터 212 초각 떨어져 있으며 밝기는 12 등급에 항성계의 다른 별들과 고유운동을 공유하고 있다.
레굴루스 A는 분광형 B7 V의 청백색 주계열성과 태양질량의 최소 0.3 배에 이르는 천체(백색 왜성이 유력하다.)로 이루어진 쌍성계이다. 두 별은 질량중심을 대략 40 일에 1 회 공전하고 있다. 주성(主星)의 모양이 크게 왜곡되어 있음을 고려할 때 무시 못 할 정도의 섭동이 공전주기 등에 장기적으로 작용하면, 순수한 케플러 이체(二體) 시나리오와는 달리 두 구성원의 궤도운동은 크게 변할 수 있다. 다르게 말하자면 케플러의 제3 법칙은 두 물체가 점질량일 경우에만 정확히 작동하고 레굴루스 계에는 적용되지 않을 수 있다는 뜻이다. 레굴루스 A의 나이는 표면온도, 광도, 질량으로 추산할 때 5천 만 ~ 1억 년으로, 천문학계는 오랫동안 A를 매우 젊은 별로 인식해 왔다. 그러나 동반천체의 정체가 백색 왜성일 경우 계의 나이는 최소 10억 년은 될 것이다.(이 시간은 별 하나가 백색 왜성으로 진화하는 데 필요한 최소치이다.) 새로운 발견사실에 따르면 계와 구성원의 나이 사이에 모순이 발생하는데, 이를 해결하는 논리로 '과거 레굴루스 A는 지금보다 작은 별이었으나 짝별로부터 질량을 넘겨받아 지금의 덩치가 됐다'라는 가설이 있다.
레굴루스 A의 주성(主星) 질량은 태양의 약 3.5 배이다. 주성은 극도로 빠르게 회전하는데 1 회 자전하는 데에 15.9 시간밖에 걸리지 않아 별은 심하게 찌부러진 타원체 모양을 하고 있다. 이로 말미암아 항성에는 이른바 주연감광이 발생하여 극 영역의 단위면적당 광도는 적도의 다섯 배나 된다. 항성의 적도 표면은 초당 320 킬로미터 속도로 회전하고 있는데 이는 항성이 파괴되는 임계각속도의 96.5 %에 이르는 값이다. 이처럼 빠른 회전 때문에 레굴루스는 편광 현상을 일으킨다.
레굴루스 BC는 A로부터 5000 천문단위 떨어져 있다. 이들은 고유운동을 공유하고 있어 서로 중력으로 연결된 것으로 추측된다. 레굴루스 B와 C는 헨리 드레이퍼 목록상에서는 한 덩어리로 묶여 HD 87884로 등재되어 있다. B는 K2 V 분광형의 오렌지색 주계열성이며 C는 M4 V 분광형의 적색 왜성이다. 1942년 기록에 B와 C는 서로 2.5 초각 떨어져 있었으며 둘의 1회 공전주기는 약 600년이다.

## 관측

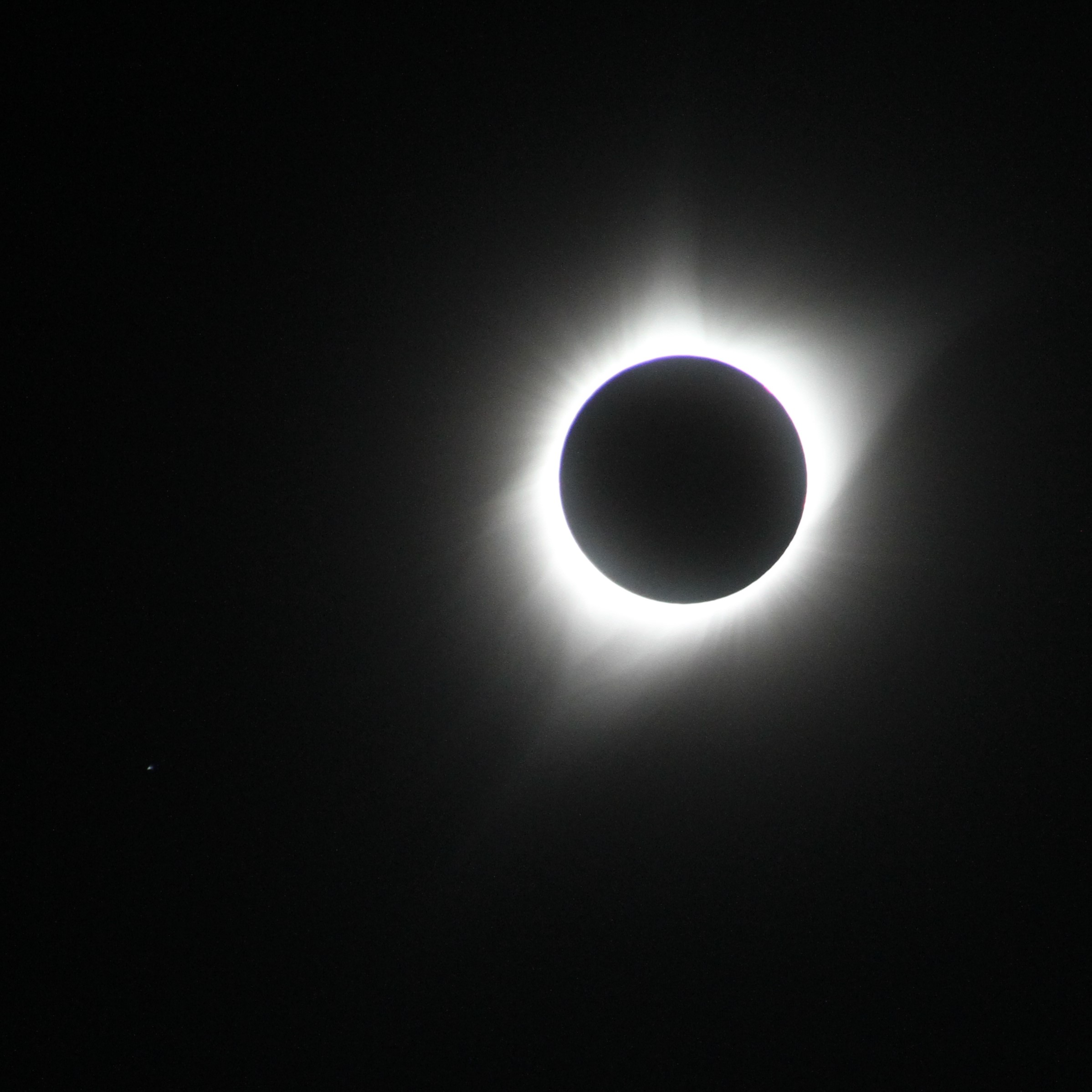
2017년 8월 21일 미국 와이오밍주에서 촬영한 개기 일식. 사진 왼쪽 아래에 레굴루스가 보인다.

레굴루스 항성계의 겉보기 등급은 +1.35로 밤하늘 전체 별 중에서 21 번째로 밝다. 항성계에서 나오는 빛 중 절대다수는 레굴루스 A의 지분이다. 레굴루스 B의 밝기는 +8.1로 단독으로 관측하려면 쌍안경이 필요하며 계 구성원 중 가장 어두운 C의 밝기는 +13.5로 보다 큰 망원경이 있어야 관측할 수 있다. 레굴루스 A 그 자체는 분광쌍성으로 주인별이 너무 밝아 짝별의 정체는 정확히 밝혀지지 않았다. 레굴루스 BC 짝은 A로부터 177 초각 떨어져 있으며 아마추어용 망원경으로 관측할 수 있다.
레굴루스와 황도와의 거리는 0.47 도로 밝은 별들 중 황도에서 가장 가까운 곳에 있다. 주기적으로 달이 레굴루스 앞을 지나가며, 드물지만 수성•금성 또는 소행성이 레굴루스를 가릴 때도 있다.
레굴루스 앞을 행성이 지나간 사건 중 가장 최근의 일은 1959년 7월 7일 금성에 가려진 사건이었다. 2044년 10월 1일 금성이 다시 이 별 앞을 지나갈 것이다. 그러나 나머지 행성들은 교점위치 때문에 앞으로 수천 년 동안 레굴루스를 가릴 일이 없을 것이다. 2005년 10월 19일 166 로도피가 레굴루스를 가리는 장면을 포르투갈, 스페인, 이탈리아, 그리스 천문학자 12 명이 관측했다. 관측 결과 빛이 차등적으로 휘어지는 현상이 측정되었는데 이는 일반 상대성이론과 일치하는 결과였다. 2014년 3월 20일 오전(세계시 기준) 163 에리고네가 레굴루스 앞을 지나갔다.
북반구 거주자의 경우 늦겨울부터 봄까지 저녁 시간대에 레굴루스를 최적의 환경에서 관측할 수 있다. 레굴루스는 8월 22일을 전후하여 한 달 정도 동안 태양에 가까이 접근하는데 이 기간을 제외하고는 일 년 내내 밤하늘 어딘가에 떠오른 것을 볼 수 있다. 레굴루스는 매년 8월 SOHO의 LASCO C3 앞을 지나간다. 지구 관측자 대다수는 레굴루스의 신출을 매년 9월 첫째 주에 볼 수 있는데 이 시기를 전후하여 금성은 8년마다 레굴루스 앞을 지나간다.(2014년 9월 5일에 이 사건이 발생했다.)

## 명칭 및 문화적 연관성

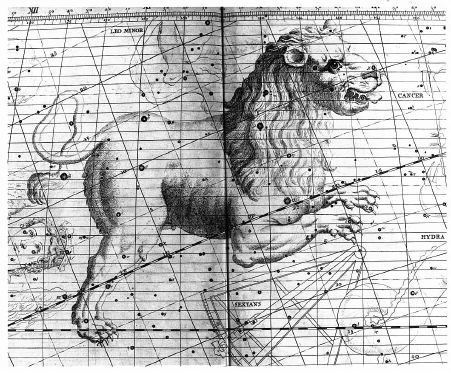
존 플램스티드의 천구도감에 수록된 사자자리. 레굴루스는 사자의 가슴 부분에 'α'로 표기되어 있다.

사자자리 알파는 바이어 명명법에 따른 표기이다. 전통적으로 불려오던 고유명칭 레굴루스는 라틴어로 '왕자' 또는 '작은 왕'을 뜻한다. 2016년 국제천문연맹(IAU)은 항성명칭심의위원회(WGSN)를 조직하여 항성 고유명칭을 목록화 및 표준화하였다. WGSN이 2016년 7월 발표한 고유명칭목록에 레굴루스가 포함되었다. 현재 레굴루스는 IAU 항성명칭목록에 등재되어 있다.
그리스어로는 '바실리스쿠스'(Basiliscus)라고 부른다. 아랍어 구문 قلب الأسد에서 유래한 이름인 '칼브 알-아사드'로 불리기도 하며 그 뜻은 '사자의 심장'이다. 같은 의미로 그리스어에는 '카르디아 레온토스'(Kardia Leontos), 라틴어에는 '코르 레오니스'(Cor Leōnis)가 있다. 상기 아랍어 이름은 때때로 유사한 발음인 '카벨라세드'(Kabelaced)로 불리기도 한다.
동아시아 문화권에서 레굴루스는 성수에서 헌원(軒轅)에 속해 있다. 레굴루스를 단독으로 부르는 명칭은 헌원십사(軒轅十四)로 그 뜻은 '헌원 중 열 네 번째 별'이다.
힌두 천문학에서는 나크샤트라에서 '마가'에 해당되며 그 뜻은 '풍성함'이다.
바빌로니아인들은 레굴루스를 '샤루'(Sharru, '왕')로 불렀으며 열 다섯 번째 황도 별자리의 일원으로 여겼다.
소그디아나에서는 '마그'(Magh, '위대함')로 불렀다.
페르시아에서는 '미얀'(Miyan, '중심') 또는 '베난트'(Venant)로 불렀으며 페르시아 왕국의 '왕가의 별 네 개' 중 하나이기도 했다.
중세 유럽과 아랍 점성가들은 레굴루스를 베헤니언 붙박이별 15개 중 하나로 지정했으며 보석으로는 화강암을, 약초로는 쑥을 이 별과 연결시켰고 카발라 부호로는 을 부여했다.
레굴루스는 물.아핀에서 '루갈'로 기록되어 있으며 그 뜻은 '사자(왕)의 심장에 위치한 별'이다.